# Viktor Sjvetsov
Viktor Borysovytsj Sjvetsov (Oekraïens: Віктор Борисович Швецов) (Odessa, 22 juni 1969) is een Oekraïens voetbalscheidsrechter. Sinds 1992 leidt hij wedstrijden in de Oekraïense Vysjtsja Liha. Tot op heden was hij hoofdscheidsrechter bij 75 wedstrijden, waarin hij 474 kaarten uitdeelde. In 2005 werd hij op de FIFA-scheidsrechterslijst geplaatst, waardoor hij in staat werd gesteld interlands te leiden. Sindsdien floot hij drie interlands. Hij floot tot in juni 2012 90 wedstrijden in totaal.
In december 2011 werd hij geselecteerd als een van de 4 vierde officials van het Europees kampioenschap voetbal 2012 in Polen en zijn geboorteland Oekraïne. In de groepsfase voerde hij deze taak bij drie wedstrijden uit. Ook was hij actief bij de kwalificatiewedstrijden voor het toernooi.

## Interlands
| Datum            | Wedstrijd                    | Uitslag | Type              | Kreeg geel | Kreeg voor de tweede keer geel en dus rood | Weggestuurd |
| ---------------- | ---------------------------- | ------- | ----------------- | ---------- | ------------------------------------------ | ----------- |
| 11 augustus 2010 | Moldavië – Georgië           | 0 – 0   | Vriendschappelijk | 3          | 0                                          | 0           |
| 7 september 2010 | Schotland – Liechtenstein    | 2 – 1   | EK-kwalificatie   | 10         | 0                                          | 0           |
| 9 februari 2011  | Cyprus – Roemenië            | 1 – 1   | CIT               | 5          | 0                                          | 0           |
| 14 november 2012 | Noord-Ierland – Azerbeidzjan | 1 – 1   | WK-kwalificatie   | 9          | 0                                          | 0           |